# استان‌های آفریقای جنوبی
هنگامی که آپارتاید در سال ۱۹۹۴ در کشور آفریقای جنوبی ملغی شد دولت این کشور تصمیم گرفت تا بانتوسان‌های مستقل و نیمه‌مستقل قبلی را به ساختار سیاسی آفریقای جنوبی تبدیل کند. به همین دلیل چهار استان قبلی با نام‌های استان کیپ، استان ناتال، ایالت آرنج آزاد و استان ترانسفال کنار گذاشته شدند و ۹ استان دیگر جایگزین آنها شدند.
این ۹ استان به ۵۲ بخش تقسیم می‌شوند که ۶ تای آنها شهرداری کلان‌شهرها و ۴۶ تای آنها شهرداری بخش‌ها هستند. ۴۶ بخش‌داری خود به ۲۳۱ شهرداری تقسیم می‌شوند. بخش‌داری‌ها همچنین شامل ۲۰ بخش مدیریتی (که اغلب منطقه حفاظت‌شده هستند) هستند که مستقیماً توسط بخش‌داری‌ها اداره می‌شوند. ۶ شهرداری کلان‌شهر اعمال بخش‌ها و شهرداری‌های محلی را انجام می‌دهند.
| نشان | استان         | مرکز           | بزرگترین شهر | مساحت km2 | جمعیت (۲۰۱۱) | تراکم جمعیت |
| ---- | ------------- | -------------- | ------------ | --------- | ------------ | ----------- |
|      | کیپ شرقی      | بهیشو          | پورت الیزابت | ۱۶۸٬۹۶۶   | ۶٬۵۶۲٬۰۵۳    | ۳۸٫۸        |
|      | ایالت آزاد    | بلومفونتن      | بلومفونتن    | ۱۲۹٬۸۲۵   | ۲٬۷۴۵٬۵۹۰    | ۲۱٫۱        |
|      | گائوتنگ       | ژوهانسبورگ     | ژوهانسبورگ   | ۱۸٬۱۷۸    | ۱۲٬۲۷۲٬۲۶۳   | ۶۷۵٫۱       |
|      | کوازولو-ناتال | پیترماریتسبورگ | دوربان       | ۹۴٬۳۶۱    | ۱۰٬۲۶۷٬۳۰۰   | ۱۰۸٫۸       |
|      | لیمپوپو       | پولوکوین       | پولوکوین     | ۱۲۵٬۷۵۴   | ۵٬۴۰۴٬۸۶۸    | ۴۳٫۰        |
|      | امپومالانگا   | نلسپرویت       |              | ۷۶٬۴۹۵    | ۴٬۰۳۹٬۹۳۹    | ۵۲٫۸        |
|      | شمال غربی     | مافیکنگ        | راستنبرگ     | ۱۰۴٬۸۸۲   | ۳٬۵۰۹٬۹۵۳    | ۳۳٫۵        |
|      | کیپ شمالی     | کیمبرلی        | کیمبرلی      | ۳۷۲٬۸۸۹   | ۱٬۱۴۵٬۸۶۱    | ۳٫۱         |
|      | کیپ غربی      | کیپ‌تاون        | کیپ‌تاون      | ۱۲۹٬۴۶۲   | ۵٬۸۲۲٬۷۳۴    | ۴۵٫۰        |